# Gyri Sørensen
Gyri Tove Sørensen (Oslo, 12 giugno 1951) è un'ex sciatrice alpina norvegese.

## Biografia
Sciatrice polivalente, in Coppa del Mondo Gyri Sørensen esordì il 24 febbraio 1968 a Oslo in slalom gigante (18ª) e ottenne il miglior risultato alla sua ultima apparizione nel circuito, il 19 gennaio 1972 a Grindelwald in slalom speciale (14ª); ai successivi XI Giochi olimpici invernali di Sapporo 1972, sua unica presenza olimpica, si classificò 17ª nella discesa libera, 28ª nello slalom gigante e non completò lo slalom speciale. L'ultimo risultato della sua carriera agonistica fu la medaglia di bronzo vinta nello slalom speciale ai Campionati norvegesi 1973.

## Palmarès

### Campionati norvegesi
- 10 medaglie[senza fonte]:
  - 1 oro (slalom speciale nel 1972)[3]
  - 6 argenti (slalom gigante nel 1968; discesa libera, slalom gigante, slalom speciale, combinata nel 1971; combinata nel 1972)
  -  3 bronzi (slalom gigante nel 1970; slalom gigante nel 1972; slalom speciale nel 1973)[senza fonte]